# Streiff von Lauenstein

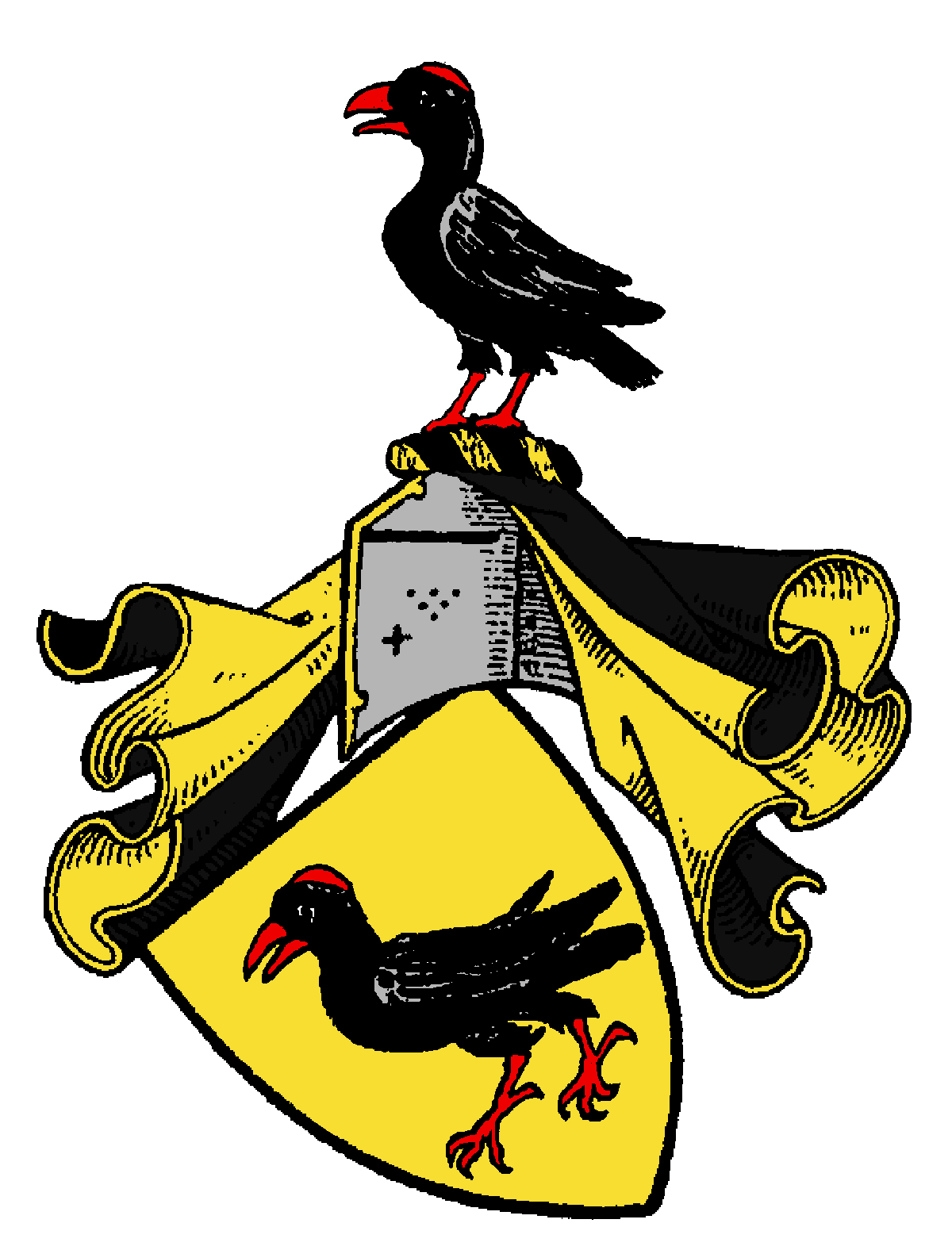
Wappen der Streiff von Lauenstein

Streiff von Lauenstein, historisch auch Straffer von Loewenstein  ist der Name eines erloschenen pfälzischen Adelsgeschlechts, dessen Angehörige sich nach dem Elsass, Brandenburg, Polen und Livland ausbreiten konnten.
Das Geschlecht ist von den Schweizer Streif zu unterscheiden.

## Geschichte
Das uradlige Geschlecht stammt aus den Vogesen und bewohnte einst die Burg Löwenstein. Die Burg wurde aber 1386 durch die Stadt Straßburg und den Grafen von Lichtenberg zerstört. Die Raubritter Hennel Streiff und Johann von Alba sollen danach in Straßburg enthauptet worden sein.

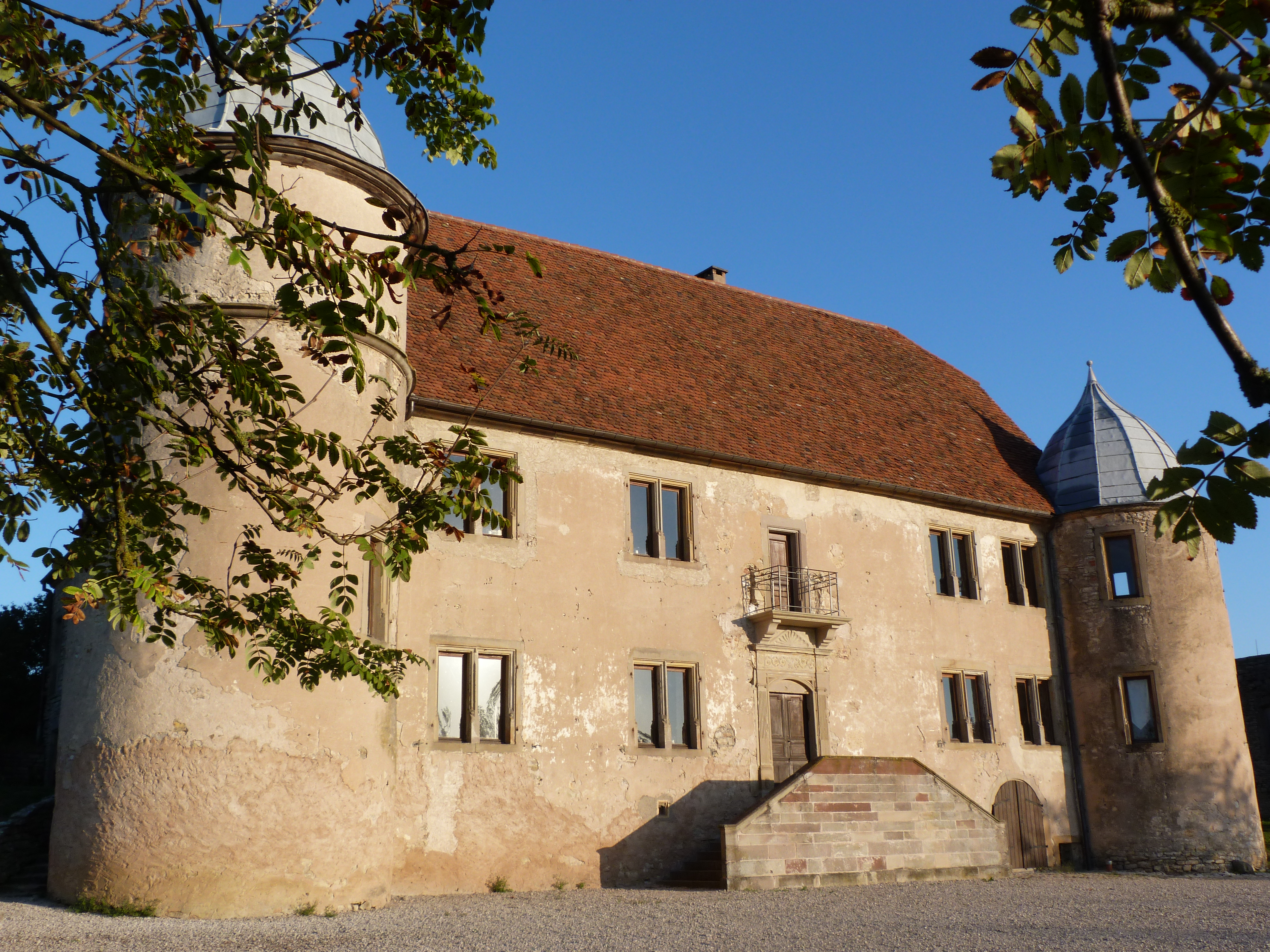
Schloss Diedendorf, Elsass

Ein Teil der Familie lebte dann in Pfalz-Zweibrücken, deren Mitglieder Verwaltungsämter in der Grafschaft Saarwerden und Herbitzheim innehatten. 1570 belehnte Graf Johann IV von Nassau-Saarbrücken die Familie mit einer Meierei in Diedendorf im Krummen Elsass – samt der Erlaubnis, dort ein Schloss zu bauen. 1599 wurde die Familie in Polen als altadlig anerkannt. Im Dreißigjährigen Krieg taten sich einzelne Glieder der Familien insbesondere hervor. Der schwedische Generalleutnant Johann Streiff von Lauenstein († 1632) begründete den Zweig in Livland. Sein Nachfahre Johann Heinrich Streiff von Lauenstein (1647–1700) konnte dort die Stelle des livländischen Landmarschalls besetzten. Mit ihm war dieser Zweig aber erloschen. Mehrere Söhne des Geschlechts dienten im 17. Jahrhundert als Offiziere in der schwedischen und der französischen Armee, darunter der spätere brandenburgische Generalmajor Jean Reimbert (1610–1697) und Otto Eberhard († um 1646), die beide 1685 nach Brandenburg kamen. Nach dem Tod von Otto Eberhard kehrte seine Witwe Eva Johanna geborene Streif von Lauenstein mit ihren Kindern in ihr zerstörtes Heim auf Schloss Diedendorf zurück. Als Letzter der Familie starb Charles Streiff von „Leuenstein“ (1696–1754) am 28. Dezember 1754 in Lunéville. Er war der Sohn von Frédéric (1658–1706) und Thérèse Guyot, Jean Reimbert (1610–1697) war sein Großvater.

## Historischer Güterbesitz
in Livland
- Alt-Calzenau, Fehteln, Odensee, Sanssen und Jummerdehn (bis 1678)

in Preußen
- Eygarren und Kamschen

im Elsass
- Diedendorf

## Wappen
Das Stammwappen zeigt in Gold eine schwarz-graue Krähe mit roten Waffen und Kopfplatte. Auf dem Helm mit schwarz-goldenen Decken die Krähe.
Die Krähe kommt auch auf Baumstamm sitzend, auch wiedersehend und mit anderen Tinkturen vor.

### Wappendarstellungen

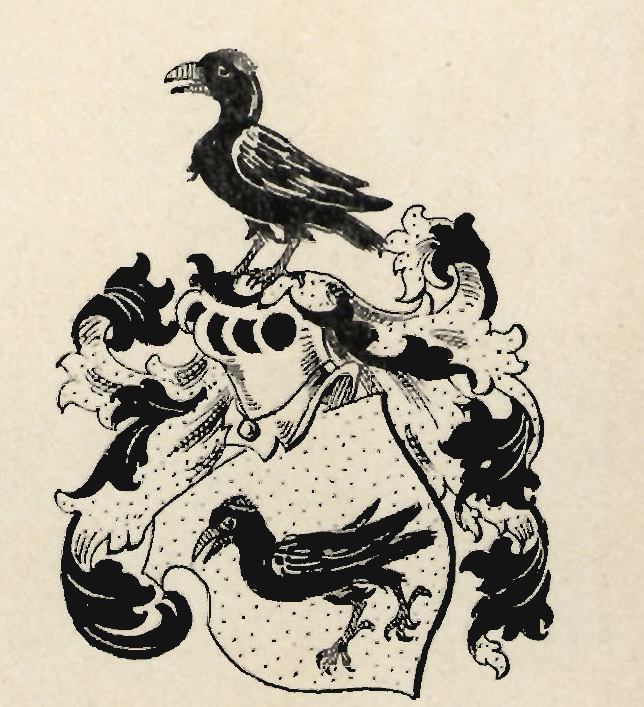
Wappen Streiff von Lauenstein
Die Gemeinde Diedendorf führt ihr Wappen nach ihrer vormals grundherrschaftlichen Familie Streiff

## Angehörige

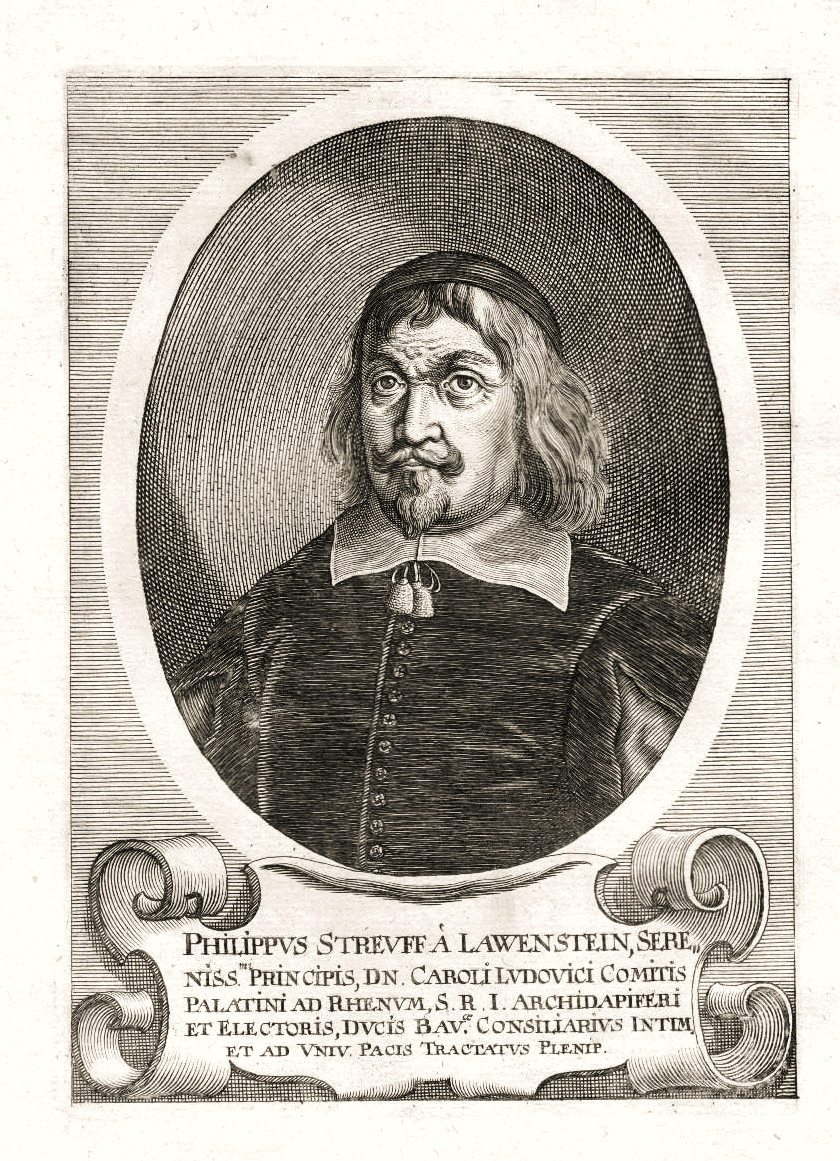
Philipp Streiff von Lauenstein
(† 1647)

- Johann Streiff von Lauenstein († 7. November 1595), Landvogt in Nassau-Saarbrücken, Herr auf Diedendorf
- Otto Eberhard Streiff von Lauenstein der Jüngere (ca. 1645–1722), nassau-saarbrückischer Amtmann, Herr auf Diedendorf[2]
- Philipp Streiff von Lauenstein  (1595–1647), Geheimer Rat des Pfalzgrafen und Kurfürsten Karl Ludwig, bevollmächtigter Gesandter zu den allgemeinen Friedensverhandlungen in Münster und Osnabrück, „Conseiller d'Estat du Prince Palatin et son Ambassadeur à Munster“, Freund des französischen Gesandtschaftsmitglieds Théodore Godefroy[3]
- Johann Streiff von Lauenstein († 1632), schwedischer, dann kurbrandenburgischer Oberst im Dreißigjährigen Krieg[4]
  - Johann Heinrich Streiff von Lauenstein (* 15. März 1647; † 9. Februar 1700), schwedischer Oberstlieutenant, dann livländischer Landmarschall[5]
- Hans Heinrich Streiff von Lauenstein, schwedischer Generalmajor
- Johann (Jean Reimbert) von Streiff von Lauenstein (* 1610; † 28. April 1697) kurbrandenburger Obrist